# Eta del Bover
Eta del Bover (η Bootis) és un estel binari, el tercer estel més brillant a la constel·lació del Bover després d'Arcturus (α Bootis) i Hissar (ε Bootis). Amb magnitud aparent +2,68, en el cel apareix molt prop d'Arcturus i de fet ambdós estan a una distància gairebé idèntica de la Terra —37 anys llum—, estant separades només 3,24 anys llum entre si. El nom del component principal Aa, i nom tradicional del sistema, és Muphrid.

## Nom
L'origen del nom de Muphrid és incert. Sembla que originàriament va ser utilitzat per designar Arcturus i posteriorment va servir per anomenar altres estels del seu entorn. L'estel apareix citat al segle xv per l'astrònom Ulugh Beg com Al Mufrid al Ramih, «l'estel solitari del llancer».
Un altre nom que rep l'estel és Saak, de l'àrab Al-Sak, «l'os de la canyella»; no obstant això, en la figura actual de la constel·lació, Eta del Bover apareix situat damunt del genoll esquerre. En astronomia xinesa, al costat de υ Bootis i τ Bootis, constituïa Yew She Tu, l'oficial situat a la dreta de l'emperador.

## Característiques físiques
Eta del Bover és un estel subgegant groc de tipus espectral G0IV i 6100 K de temperatura superficial, una mica més calenta que el Sol. És un estel que ha finalitzat la fusió d'hidrogen en el seu nucli i està abandonant la seqüència principal en el seu camí per convertir-se en una gegant vermell. La seva lluminositat és 9 vegades major que la del Sol, amb un radi 2,7 vegades més gran que el radi solar. Destaca per la seva alta metal·licitat —contingut en elements més pesats que l'heli—, el doble que la solar. Més jove que el Sol, té una edat compresa entre 2400 i els 2700 milions d'anys.
Eta del Bover sembla un estel binari espectroscòpic amb un període orbital de 1,355 anys; l'excentricitat de l'òrbita (ε = 0,26) faria que la separació entre les dues components oscil·lés entre 0,03 i 0,52 ua, estant inclinat el plànol orbital 157º respecte a la Terra. No obstant això, la seva naturalesa binària no ha pogut ser confirmada per interferometria de clapejat. L'estel acompanyant pot ser una nan vermell, en aquest cas seria de tipus M7 o posterior, o bé una nan blanc.